# 大兴镇 (凤城市)
大兴镇，是中华人民共和国辽宁省丹东市凤城市下辖的一个乡镇级行政单位。

## 名称由来
大兴镇原名大洼，是据大兴村李家堡子后甸百亩洼塘而得名。

## 政区沿革
民国时期设大洼村公所，1945年“9.3”光复后大洼归赛马县龙山区管辖，1946年龙山区撤销，隶属双河区。
1946年10月，国共拉锯时期归万全乡、边沟乡管辖，1947年回归赛马县万全区。
1948年至1951年划归凤城县，隶属松树咀区。1952年至1955年并入凤城县第七区。
1956年大洼七个村分建大兴、联合两个乡，1958年并入石城人民公社。
1961年8月从石城人民公社分辟，成立大洼人民公社，辖青沟、佟家、联合、大兴、仁山、安乐6个大队，45个生产队。
1968年3月成立大洼公社革命委员会，1979年改大洼公社革委会为管委会，1982年安乐大队分辟出楼山、黄岭两个大队，此后辖7个大队。
1983年结束人民公社政社合一管理体制，改为大洼乡。生产大队改为村民委员会，生产队改为居民组。
1984年12月，大洼乡改为大洼满族自治乡，1985年改为大洼乡，不再冠满族乡。1996年6月经省政府批准，撤乡设镇并更名为大兴镇，沿用至今。

## 自然地理
大兴镇位于辽宁省凤城北部山区，距凤城市市区53公里，东靠石城镇，南邻大堡蒙古族乡，西与刘家河镇、弟兄山镇接壤，北与赛马镇、爱阳镇毗邻。
镇区地势北高南低，地属丘陵，土质有黄土、黑土和沙土，适合种植各种农作物，是凤城市以农为主的乡镇之一。
大兴镇属北温带季风气候，年平均温度7-10℃，无霜期150天，年降水量为1000-1200mm。
自然资源有林地面积24633亩，木材蓄积量为445615立方米。境内有三股流、大青河两条较大河流，水资源充沛。

## 人口面积
据第五次人口普查数据为10960人，总面积202平方公里。

## 行政区划
大兴镇下辖以下地区：
佟家村、青沟村、联合村、大兴村、仁山村和安乐村。